# Piccoli segni
Piccoli segni è il primo album del cantante pop italiano Simone Patrizi, pubblicato dalla Sony Music nel 2002.
Il brano Se poi mi chiami ha partecipato al Festival di Sanremo, classificandosi al terzo posto nella sezione Giovani.
L'onda si è invece imposto a Un disco per l'estate.

## Tracce
1. Solo amici
2. Amami
3. Se poi mi chiami
4. Gocce di miele
5. Stop
6. Lasciati accarezzare
7. L'onda
8. Lettere d'amore
9. Messaggi confusi
10. La pace
11. Sono libero

## Formazione
- Simone Patrizi - voce